# کریستیان ماکه
کریستیان ماکه (استونیایی: Kristjan Makke؛ زادهٔ ۱۲ مارس ۱۹۸۱) بازیکن بسکتبال اهل استونی است.
از باشگاه‌هایی که در آن بازی کرده‌است می‌توان به باشگاه بسکتبال تال‌تک اشاره کرد.